# موشج (یمن)
 موشج  به عربی ( المَوشَج  )، روستایی است در ناحیهٔ (بنی کلاب) ،، وقضاء البیضاء، از توابع استان بیضاء در کشور یمن در شبه جزیره عربستان.

## جمعیت
جمعیت آن (۲۰۱) نفر (۷ خانوار) می‌باشد.